# Лазар Козаров
Лазар Дянков Козаров е български офицер, генерал-майор, участник в Сръбско-българската (1885), Балканската (1912 – 1913), Междусъюзническата (1913) и Първата световна война (1915 – 1918).

## Биография
Лазар Козаров е роден на 7 ноември 1864 г. в с. Пирне. На 12 април 1884 г. постъпва във Военното на Негово Княжеско Височество училище. През 1885 г. като портупей-юнкер взема участие в Сръбско-българската (1885) в редовете на 7-и пехотен преславски полк. Взема участие в Сливнишкото отбранително сражение. За героизъм и себеотрицане е награден с Военен орден „За храброст“ IV степен.
След войната служи в 4-ти пехотен плевенски, като ротен командир в 7-и пехотен полк (1900) и 8-и пехотен приморски полк (1903). От 1911 г. началник на 7-о полково военно окръжие. Взема участие в Балканската война (1912 – 1913) като командир на дружина от 53-ти пехотен полк. За участието си във войната е награден с Военен орден „За храброст“ III степен. През Първата световна война (1915 – 1918) командва 3–а бригада от 2–ра пехотна тракийска дивизия. След войната се уволнява от служба (1918).
Лазар Козаров е женен и има 4 деца.

## Военни звания
- Подпоручик (3 декември 1885)
- Поручик (7 юни 1888)
- Капитан (1892)
- Майор (1904)
- Подполковник (15 октомври 1908)
- Полковник (1 ноември 1913)
- Генерал-майор (31 декември 1935)

## Награди
- Военен орден „За храброст“ IV степен (1885)
- Военен орден „За храброст“ III степен, 2 клас
- Царски орден Св. Александър III степен с мечове по средата
- Царски орден Св. Александър IV степен с мечове по средата
- Царски орден Св. Александър V степен без мечове
- Народен орден „За военна заслуга“ III степен с военно отличие
- Народен орден „За военна заслуга“ V степен на обикновена лента;
- Орден „За заслуга“ на обикновена лента.